# НАК-5 Омия
Стадион «НАК-5 Омия» (яп. ナックファイブスタジアム大宮 Накку-файбу Сутадзиаму О:мия) — футбольный стадион, расположенный в административном районе Омия, Сайтама, Япония. Является домашней ареной клуба Джей-лиги «Омия Ардия». Стадион был открыт в 1960 году и на данный момент вмещает 15 500 зрителей.